# Thomas Hopkins Gallaudet
Thomas Hopkins Gallaudet (Philadelphia, Pennsylvania, 1787. december 10. – Hartford, Connecticut, 1851. szeptember 9.) amerikai gyógypedagógus, hallássérültek gyógypedagógiájának neves művelője. Az amerikai hallássérültek oktatásának úttörője.

## Életpályája
Hugenotta családból származott. A Yale Egyetemen jogot tanult (1805), egy évig dolgozott, majd teológiai tanulmányokat folytatott és 27 évesen protestáns lelkésszé lett. 1815-ben Európába utazott, előbb a siketek párizsi intézetében Charles-Michel de l'Épée utódánál, Sicard abbénál, majd a siketek londoni intézetében sajátította el a siketek tanításának módszerét, ebben az időben a jelnyelv (ujjábécé) volt a legelterjedtebb módszer. 
Hazatérve 1817-ben megalapította Hartfordban a siketek első amerikai intézetét és azt 1830-ig az eredeti „francia módszer” szerint vezette. Ezután haláláig Middletownban az elmebetegek intézetében dolgozott. Fiai közül Thomas Gallaudet és Edward Miner Gallaudet (1837-1917) szintén a siketek tanításával foglalkoztak. Edward a siketek és vakok számára intézetet létesített Washingtonban, amely 1864 óta „Gallaudet College” néven közismert.

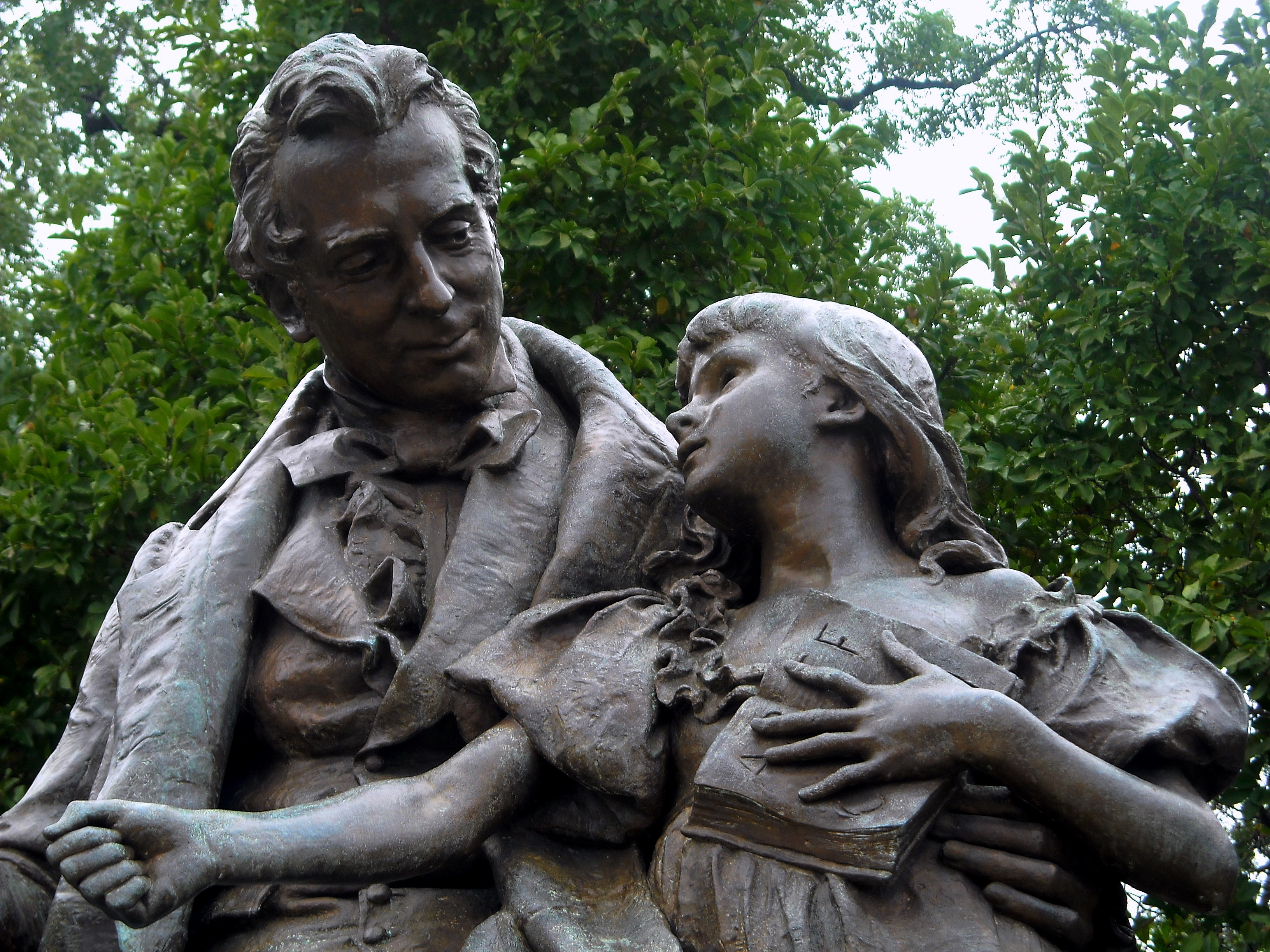
Emlékműve egyik tanítványával (részlet)
Gallaudet Egyetemnél (Washington D.C.)

Gallaudet prédikációi, fiatalok és gyermekek számára írt bibliai történetei jelentek meg nyomtatásban, a siketek oktatásának módszereiről pedig az általa kiadott évkönyvekben (6 kötet) értekezett (Annals of the deaf and dumb).